# Oldsmobile Vista Cruiser
La Vista Cruiser è un'autovettura prodotta dalla Oldsmobile dal 1964 al 1977 in tre serie.

## Il contesto
La Vista Cruiser fu una vettura mid-size disponibile solamente in versione familiare. Era costruita sul pianale A della General Motors e derivava dalla F-85 e dalla Cutlass, sebbene prima del 1973 veniva utilizzato per la Vista Cruiser un telaio più lungo di 130 mm rispetto a quello adoperato sui due modelli appena citati. Il motore era anteriore, mentre la trazione era posteriore. A differenza di molti altri modelli di station wagon, le prime due serie della Vista Cruiser possedevano una cupola in vetro che era posizionata sul tettuccio sopra la seconda fila di sedili. Sempre in corrispondenza di questi ultimi, il modello montava anche dei parasole ed aveva delle piccole vetrature vicino al vano bagagli. Fu commercializzata a partire dal 4 febbraio 1964.
Il corpo vettura della Vista Cruiser non fu unico tra quelli offerti dalla Oldsmobile, infatti era condiviso con la Buick Sport Wagon. Comunque, il tema del tetto panoramico venne riproposto tra il 1991 ed il 1992 con la Custom Cruiser, che era anch'essa venduta solo in versione familiare, e tra il 1991 ed il 1996 con la Buick Roadmaster.
La terza fila di sedili era disposta frontemarcia, e questo andava in controtendenza rispetto alla consuetudine dell'epoca. Infatti, questa configurazione dei sedili fu in voga fino alla fine degli anni cinquanta.
Durante il periodo 1971-76, le station wagon di grandi dimensioni, con apertura del bagagliaio del tipo a conchiglia, usavano anch'esse la terza fila di sedili frontemarcia ed avevano installato un tetto rialzato di tipo simile, ma senza vetratura panoramica.
In totale, nei 14 anni di produzione furono costruiti 361.759 esemplari di Vista Cruiser.

## La prima serie
Nel 1964, la Vista Cruiser era uno dei tre modelli station wagon offerti dalla Oldsmobile: gli altri due erano la F-85 e la full-size Dynamic 88 Fiesta. Fu proposta con una vetratura panoramica sopra la seconda fila di sedili.
Dal 1965 al 1970, la Vista Cruiser fu la più grande familiare commercializzata dalla Oldsmobile. Infatti l'intermedia F-85 possedeva un telaio più corto, e la 88 station wagon non veniva più prodotta.
Il motore offerto di serie era un sei cilindri in linea da 3,7 L di cilindrata che erogava una potenza di 155 CV. Era opzionale un V8 da 5,4 L, che aveva una potenza compresa tra i 210 CV ed i 320 CV, a seconda del tipo di carburazione. Dal 1966 fu offerto solamente quest'ultimo.
Le trasmissioni offerte erano la Jetaway  automatica a due rapporti, o le due rare trasmissioni manuali. Questi due cambi manuali erano, più precisamente, a tre rapporti con comandi al volante oppure a quattro rapporti con leva sul pavimento.

## La seconda serie
Nel 1968 fu operato un restyling del pianale A della General Motors, in occasione del quale, per la Vista Cruiser, fu sostituita la vetratura panoramica, che diventò in un pezzo solo invece dei due della serie precedente, e venne allungato il passo a 3073 mm.
Dal 1968 al 1972 il motore montato di serie fu un V8 da 5,7 L di cilindrata e 310 CV di potenza. I propulsori opzionali furono due, uno da 6,6 L di cilindrata e l'altro da 7,5 L. Entrambi erano dei V8 già utilizzati sulla 442. Il primo fu offerto dal 1968 al 1969 ed aveva una potenza di 325 CV, mentre il secondo fu disponibile dal 1970 al 1972 ed erogava una potenza di 365 CV.
Le trasmissioni offerte erano automatiche, come la Jetaway  a due rapporti o la Turbo Hydramatic a tre velocità, e manuali. Queste ultime erano di due tipi, a tre rapporti con comandi sul volante, o a quattro velocità Hurst con la leva montata sul pavimento.
Nel 1969 fu offerto per la prima volta il portellone posteriore Dual-Action, di serie per le versioni a tre file di posti ma venduto come optional per le versioni a due file di sedili.
Nel 1970 la Vista Cruiser fu oggetto di un profondo restyling, che ridisegnò il corpo vettura con linee molto più squadrate. Sebbene la vettura somigliasse da vicino ai modelli 1968-69 e appartenesse essenzialmente alla seconda generazione della Vista Cruiser, molte parti della carrozzeria non erano intercambiabili con quelle dei primi esemplari della seconda serie. Il cruscotto fu completamente rivisto e ridisegnato.
Nel 1971, la Oldsmobile riportò la carrozzeria della Custom Cruiser sul telaio della 98, utilizzando i bagagliai a conchiglia che stavano via via scomparendo. La vetratura panoramica però continuò ad essere usata fino al 1972.
Un piccolo numero di Vista Cruiser del 1972 furono modificate dalla Hurst Performance e vennero utilizzate dagli ufficiali di gara alla 500 Miglia di Indianapolis dello stesso anno. Erano equipaggiate dal motore Rocket V8 da 7,5 L di cilindrata come la safety car della gara sopramenzionata, che era una Hurst/Olds. Di questo gruppo di vetture, sono giunti sino a noi due esemplari.
Le trasmissioni offerte erano sia automatiche che manuali. Del primo tipo furono disponibili a due o tre rapporti, mentre del secondo a tre o quattro velocità.

## La terza serie
Sebbene la vetratura panoramica fu sostituita da un tetto apribile per i sedili anteriori, ed il passo fu accorciato a 2946 mm (cioè raggiunse lo stesso valore di quello della Cutlass berlina del 1973, vale a dire l'anno in cui le vetture intermedie della General Motors furono oggetto di un profondo restyling), la Vista Cruiser continuò a rappresentare un livello elevato di allestimento nella gamma Oldsmobile, che era comunque superiore a quello della Cutlass Supreme familiare. Ciò rimase immutato fino al 1978, cioè fino al lancio della Cutlass Cruiser, che sostituì la Vista Cruiser.
Nel 1974 la Vista Cruiser fu oggetto di un lieve restyling nella parte anteriore, e furono previsti interni leggermente meno ricercati. L'anno successivo cambiò poco, tranne un ritocco alla calandra. Nel 1976 invece fu oggetto di un importante restyling, sempre nella parte anteriore.
I motori offerti per questa generazione furono il V8 Rocket da 5,7 L di cilindrata disponibile di serie, oppure il propulsore Rocket V8 da 7,5 L. Quest'ultimo fu offerto fino al 1976, quando fu rimpiazzato dal Rocket V8 da 6,6 L.
Per questa serie furono offerti di serie la trasmissione automatica Turbo Hydramatic a tre velocità, il servosterzo ed i freni idraulici.
Il 1977 fu l'ultimo anno di produzione, e fu sostituita dalla Cutlass Cruiser.

## La Vista Cruiser nei media
All'inizio del film National Lampoon's Vacation l'auto che viene distrutta è una Oldsmobile Vista Cruiser del 1971.
Una Vista Cruiser prima serie è usata dall'attrice che impersona la madre nel film del 1992, Il grande volo.
Nel film del 2002 C'era una volta in Inghilterra, una Vista Cruiser seconda serie ha un ruolo di primo piano.
Nel film del 2005 Sballati d'amore, una Vista Cruiser prima serie ha un ruolo importante, dato che è l'auto dei protagonisti.
Una Vista Cruiser del 1969 è l'auto di Eric Forman nella sitcom That '70s Show.
Una Vista Cruiser del 1970  è guidata da Peter Bishop nella serie televisiva Fringe